# Асеновград (община)
Община Асеновград се намира в Южна България и е една от съставните общини на област Пловдив.

## География

### Географско положение, граници, големина
Община Асеновград е разположена в южната част на област Пловдив. С площта си от 665,391 km2 заема 2-ро място сред 18-те общините на областта, което съставлява 11,1% от територията на областта. Границите ѝ са следните:
- на северозапад – община Куклен;
- на север – община Родопи и община Садово;
- на изток – община Първомай;
- на югоизток – община Черноочене, област Кърджали;
- на юг – община Баните, област Смолян;
- на югозапад – община Лъки, област Пловдив
- на запад – община Чепеларе, област Смолян и община Родопи.

### Природни ресурси

#### Релеф
Релефът на общината е твърде разнообразен – от равнинен в северната част, през хълмист в централната, източна и югоизточна част, до средно планински в южната. Територията ѝ попада в пределите на Горнотракийската низина, Хасковската хълмиста област и крайните североизточни части на Западните Родопи.
Най-северните райони на общината попадат в южната част на Горнотракийската низинаа източните ѝ са заети от крайните югозападни части на обширната Хасковска хълмиста област, като тук надморската височина варира от 200 m на север и североизток до 400 m на юг и югозапад. Северно от село Конуш, на границата с община Садово се намира най-ниската точка на община Асеновград – 161 m н.в.
Южната и югозападната част от територията на общината се заемат от крайните северни разклонения на Западните Родопи, като в нейните предели попадат частично три орографски единици на Западните Родопи. Южно от общинския център и източно от дълбоката долина на Чепеларска река се издига рида Добростан. На североизток склоновете му стръмно се спускат към Хасковската хълмиста област, а на югоизток, в района на село Мостово, чрез висока седловина се свързва с Переликско-Преспанския дял. В пределите на община Асеновград попадат и крайните източни части на Переликско-Преспанския дял на Западните Родопи, като тази част е известна под името Синивръшки рид. Северозападно от село Бор се издига едноименният му връх с височина 1536,4 m. Южно от село Сини връх, в най-южната точка на общината, на границата с общините Лъки и Баните се извисява връх Проглед 1575,8 m, най-високата точка на община Асеновград.
Западно и северно от проломната долина на Чепеларска река в пределите на общината попадат части от друг западнородопски рид – Белочерковския рид. Най-високата му точка на територията на общината е Черни връх 1549,2 m, намиращ се североизточно от село Косово.

#### Води
Основна водна артерия на община Асеновград е река Асеница (Чая), която протича през нея в югозападната и западната ѝ част на протежение от около 35 km. Тя навлиза в общината южно от село Косово и се насочва на запад, като тече в дълбока проломна долина. Минава през село Нареченски бани, постепенно завива на североизток, а след село Бачково – на север. В южната част на град Асеновград реката излиза от планината и пролома, минава през центъра на града, навлиза в Горнотракийската низина и на около 4 km северно от Асеновград напуска пределите на общината. На около 3 km южно от Асеновград в нея отляво се влива река Луковица, последният ѝ по-голям приток, която протича през община Асеновград с долното си течение през много дълбока и непроходима каньоновидна долина.
В източната част на общината протичат реките Черкезица и Мечка, десни притоци на Марица. Река Черкезица води началото си от седловината свързваща ридовете Добростан и Сини връх и тече на север през общината с горното и средното си течение. Североизточно от село Избеглии навлиза в община Садово. Река Мечка извира южно от село Новаково в Синивръшкия рид и протича през общината с горното си течение. Неин основен приток (ляв) е река Чинардере (Яворица), която води началото си от северното подножие на връх Сини връх. На тези три реки и на някои от техните притоци са изградени множество микроязовири, водите на които се използват основно за напояване на обширните земеделски земи в общината. По-големите от тях са: „40-те извора“ (северозападно от село Мулдава), „Сушица“ (на река Черкезица, южно от село Долнослав), „Мечка“ (на река Мечка, югоизточно от село Леново) и „Леново“ (на река Чинардере, западно от село Леново).
През територията на общината преминава и Юговска река.

### Природни забележителности
Югоизточно от Асеновград се намира местността Лале баир. Тя е едно от малкото места, където се среща балканският ендемит – родопско лале. Усойката, която има площ два хектара, е обявена за природна забележителност през 1977 г. Природни забележителности има и по туристическия маршрут, тръгващ от парка „Св. Трифон“, през местността „Корудере“, преминаващ през няколко планински заслона и една хижа („Момина сълза“) и достигащ, съответно, до историческия лагер „Гонда вода“, „Безово“ или „Добростан“. Интересен е панорамният планински път от местността „Параколово“, по върха на билото на планината през параклиса „Св. Илия“ до манастира „Св. Петка“.
На 30 km от Асеновград се намира скалният феномен Белинташ. Други природни забележителности са резерватът Червената стена в землището на село Бачково, пещерата Топчика, местността Зареница в землището на село Нареченски бани, село Косово и местността Усойката в землището на село Добростан.
Природните забележителности на община Асеновград са лесни и достъпни за туристически походи и същевременно предоставят на туристите изключително красиви и живописни гледки.

### Населени места
Общината се състои от 29 населени места. Списък на населените места, подредени по азбучен ред, население и площ на землищата им: 
| Населено място | Пребр. на населението през 2021 г. | Площ на землището (в км2) | Забележка (старо име) | Населено място    | Пребр. на населението през 2021 г. | Площ на землището (в км2) | Забележка (старо име)           |
| Асеновград     | 45943                              | 78,012                    | Станимака             | Лясково           | 36                                 | 20,215                    | Лесково                         |
| Бачково        | 339                                | 37,333                    |                       | Мостово           | 31                                 | 15,800                    | Ер Кюприя                       |
| Бор            | 11                                 | 16,603                    |                       | Мулдава           | 1317                               | 19,881                    |                                 |
| Боянци         | 1518                               | 8,891                     | Катърлии              | Нареченски бани   | 554                                | 16,021                    |                                 |
| Врата          | 14                                 | 1,318                     |                       | Новаково          | 349                                | 50,078                    |                                 |
| Горнослав      | 131                                | 11,529                    | Горни Арбанас         | Нови извор        | 261                                | 13,679                    | Ирилер, Извор                   |
| Добростан      | 18                                 | 40,527                    | Чаушово               | Орешец            | 42                                 | 19,999                    |                                 |
| Долнослав      | 299                                | 8,219                     | Долни Арбанас         | Патриарх Евтимово | 378                                | 23,604                    | Пранга, Патриарх Евтимиево      |
| Жълт камък     | 75                                 | 12,285                    |                       | Сини връх         | 5                                  | 11,597                    |                                 |
| Златовръх      | 454                                | 23,258                    | Арапово               | Стоево            | 541                                | 4,936                     | Дурат ени махле                 |
| Избеглии       | 676                                | 18,910                    |                       | Тополово          | 2453                               | 62,892                    |                                 |
| Козаново       | 544                                | 14,696                    |                       | Три могили        | 19                                 | 15,431                    | Юч тепе                         |
| Конуш          | 625                                | 28,071                    |                       | Узуново           | 10                                 | 8,771                     |                                 |
| Косово         | 32                                 | 28,449                    | Шейтаново             | Червен            | 620                                | 24,395                    | Цървен                          |
| Леново         | 306                                | 29,991                    | Кетенлик              | ОБЩО              | 57601                              | 665,391                   | няма населени места без землища |

## Административно-териториални промени
- Указ № 462/обн. 21 декември 1906 г.:

– преименува с. Кетенлик на с. Леново;
– преименува с. Игилер на с. Извор.
- Указ № 311/обн. 23 януари 1923 г. признава населеното място Бачковски манастир за отделно населено място – ман.с. Бачковски манастир.
- Указ № 364/обн. 31 юли 1925 г. преименува с. Тахталии (Тополово) на с. Малко Тополово.
- МЗ № 2820/обн. 14 август 1934 г.:

– преименува гр. Станимака на гр. Асеновград;
– преименува с. Катърлии на с. Боянци;
– преименува с. Горни Арбанас на с. Горнослав;
– преименува с. Чаушово на с. Добростан;
– преименува с. Долни Арбанас на с. Долнослав;
– преименува с. Арапово на с. Златовръх;
– преименува с. Шейтаново (Шейтанкьой) на с. Косово;
– преименува с. Ер Кюприя (Ер Кюпрю) на с. Мостово;
– преименува с. Пранга на с. Патриарх Евтимиево;
– преименува с. Дурат ени махле на с. Стоево.
- МЗ № 3775/обн. 7 декември 1934 г. преименува с. Юч тепе на с. Три могили.
- МЗ № 2984/обн. 7 февруари 1944 г. признава населената местност Нареченски бани (от с. Косово) за отделно населено място – с. Нареченски бани.
- През 1954 г. е заличено ман.с. Бачковски манастир и е присъединено като квартал на с. Бачково без административен акт.
- През 1956 г. е уточнено името на с. Патриарх Евтимиево на с. Патриарх Евтимово без административен акт.
- Указ № 183/обн. 14 май 1957 г. заличава с. Малко Тополово и го присъединява като квартал на с. Тополово.
- Указ № 960/обн. 4 януари 1966 г.:

– осъвременява името на с. Лесково на с. Лясково;
– осъвременява името на с. Цървен на с. Червен.
- Указ № 757/обн. 8 май 1971 г. заличава с. Наречен и го присъединява като квартал на с. Нареченски бани.
- Указ № 1054/обн. 4 юни 1974 г. преименува с. Извор на с. Нови извор.
- Указ № 93/обн. 26 януари 1979 г.:

– признава населените местности Гуня, Дормуш, Кокез и Онбаши (всичките от с. Три могили) за отделно населено място – с. Бор;
– признава населените местности Врата и Кабата (от с. Мостово) за отделно населено място – с. Врата;
– признава населената местност Изворово (от с. Три могили) за отделно населено място – с. Изворово;
– признава населените местности Курджиево, Ряката и Чортово (от с. Мостово) за отделно населено място – с. Сини връх;
– признава населените местности Карабекир и Узуново (от с. Три могили) за отделно населено място – с. Узуново.
- Указ № 970/обн. 4 април 1986 г. заличава селата Горни Воден и Долни Воден и ги присъединява като квартали на гр. Асеновград.
- Указ № 3005/обн. 9 октомври 1987 г. – отделя селата Косово и Нареченски бани и техните землища от бившата община Хвойна и ги присъединява към община Асеновград.
- Указ № 32/обн. 14 февруари 2000 г. отделя с. Леново и неговото землище от община Първомай и го присъединява към община Асеновград.
- Указ № 14/обн. 30 януари 2001 г. отделя с. Жълт камък и неговото землище от община Първомай и го присъединява към община Асеновград.
- Реш. МС № 734/обн. 18 септември 2012 г. заличава с. Изворово и го присъединява като квартал на с. Бор. [2]

## Население

### Етнически състав
Преброяване на населението през 2011 г.
Численост и дял на етническите групи според преброяването на населението през 2011 г., по населени места (подредени по численост на населението):
| Населено място    | Численост | Численост | Численост | Численост | Численост | Численост           | Численост     | Населено място    | Дял (в %) | Дял (в %) | Дял (в %) | Дял (в %) | Дял (в %)           | Дял (в %)     |
| Населено място    | Общо      | Българи   | Турци     | Цигани    | Други     | Не се самоопределят | Не отговорили | Населено място    | Българи   | Турци     | Цигани    | Други     | Не се самоопределят | Не отговорили |
| Общо              | 64034     | 45242     | 11826     | 633       | 106       | 451                 | 5776          | 100,00            | 70,65     | 18,46     | 0,98      | 0,16      | 0,70                | 9,02          |
| ----------------- | --------- | --------- | --------- | --------- | --------- | ------------------- | ------------- | ----------------- | --------- | --------- | --------- | --------- | ------------------- | ------------- |
| Асеновград        | 50846     | 36105     | 8744      | 199       | 94        | 420                 | 5284          | Асеновград        | 71,00     | 17,19     | 0,39      | 0,18      | 0,82                | 10,39         |
| Бачково           | 360       | 350       | 0         | 0         |           |                     | 9             | Бачково           | 97,22     | 0,00      | 0,00      |           |                     | 2,50          |
| Бор               | 17        | 0         | 17        | 0         | 0         | 0                   | 0             | Бор               | 0,00      | 100,00    | 0,00      | 0,00      | 0,00                | 0,00          |
| Боянци            | 1501      | 1002      | 9         | 334       |           |                     | 153           | Боянци            | 66,75     | 0,59      | 22,25     |           |                     | 10,19         |
| Врата             | 29        | 29        | 0         | 0         | 0         | 0                   | 0             | Врата             | 100,00    | 0,00      | 0,00      | 0,00      | 0,00                | 0,00          |
| Горнослав         | 102       | 100       | 0         | 0         | 0         | 0                   | 2             | Горнослав         | 98,03     | 0,00      | 0,00      | 0,00      | 0,00                | 1,96          |
| Добростан         | 58        | 58        | 0         | 0         | 0         | 0                   | 0             | Добростан         | 100,00    | 0,00      | 0,00      | 0,00      | 0,00                | 0,00          |
| Долнослав         | 304       | 215       | 0         | 0         | 0         | 0                   | 89            | Долнослав         | 70,02     | 0,00      | 0,00      | 0,00      | 0,00                | 29,27         |
| Жълт камък        | 104       | 0         | 104       | 0         | 0         | 0                   | 0             | Жълт камък        | 0,00      | 100,00    | 0,00      | 0,00      | 0,00                | 0,00          |
| Златовръх         | 558       | 535       | 12        | 6         |           |                     | 2             | Златовръх         | 95,87     | 2,15      | 1,07      |           |                     | 0,35          |
| Избеглии          | 745       | 720       | 6         | 0         |           |                     | 17            | Избеглии          | 96,64     | 0,80      | 0,00      |           |                     | 2,28          |
| Изворово          | 7         |           | 6         | 0         |           |                     | 0             | Изворово          |           | 85,71     | 0,00      |           |                     | 0,00          |
| Козаново          | 642       | 608       | 7         | 0         |           |                     | 25            | Козаново          | 94,70     | 1,09      | 0,00      |           |                     | 3,89          |
| Конуш             | 729       | 717       |           | 0         |           | 0                   | 9             | Конуш             | 98,35     |           | 0,00      |           | 0,00                | 1,23          |
| Косово            | 9         | 9         | 0         | 0         | 0         | 0                   | 0             | Косово            | 100,00    | 0,00      | 0,00      | 0,00      | 0,00                | 0,00          |
| Леново            | 389       | 341       |           | 41        |           |                     | 2             | Леново            | 87,66     |           | 10,53     |           |                     | 0,51          |
| Лясково           | 19        | 19        | 0         | 0         | 0         | 0                   | 0             | Лясково 100,00    | 0,00      | 0,00      | 0,00      | 0,00      | 0,00                |               |
| Мостово           | 78        | 77        | 0         | 0         | 0         | 0                   | 1             | Мостово           | 98,71     | 0,00      | 0,00      | 0,00      | 0,00                | 1,28          |
| Мулдава           | 1360      | 183       | 1112      | 0         |           |                     | 63            | Мулдава           | 13,45     | 81,76     | 0,00      |           |                     | 4,63          |
| Нареченски бани   | 755       | 743       | 0         | 0         | 0         | 3                   | 9             | Нареченски бани   | 98,41     | 0,00      | 0,00      | 0,00      | 0,39                | 1,19          |
| Новаково          | 441       | 439       | 0         | 0         |           |                     | 0             | Новаково          | 99,54     | 0,00      | 0,00      |           |                     | 0,00          |
| Нови извор        | 324       | 139       | 172       | 8         | 0         | 0                   | 5             | Нови извор        | 42,90     | 53,08     | 2,46      | 0,00      | 0,00                | 1,54          |
| Орешец            | 55        | 54        | 0         | 0         | 0         | 0                   | 1             | Орешец            | 98,18     | 0,00      | 0,00      | 0,00      | 0,00                | 1,81          |
| Патриарх Евтимово | 412       | 391       | 4         | 14        | 0         | 0                   | 3             | Патриарх Евтимово | 94,90     | 0,97      | 3,39      | 0,00      | 0,00                | 0,72          |
| Сини връх         | 15        | 12        |           | 0         | 0         |                     | 0             | Сини връх         | 80,00     |           | 0,00      | 0,00      |                     | 0,00          |
| Стоево            | 646       | 54        | 578       | 0         | 0         | 0                   | 14            | Стоево            | 8,35      | 89,47     | 0,00      | 0,00      | 0,00                | 2,16          |
| Тополово          | 2769      | 1679      | 995       | 12        | 0         | 17                  | 66            | Тополово          | 60,63     | 35,93     | 0,43      | 0,00      | 0,61                | 2,38          |
| Три могили        | 41        |           | 40        | 0         |           |                     | 0             | Три могили        |           | 97,56     | 0,00      |           |                     | 0,00          |
| Узуново           | 11        | 0         | 11        | 0         | 0         | 0                   | 0             | Узуново           | 0,00      | 100,00    | 0,00      | 0,00      | 0,00                | 0,00          |
| Червен            | 708       | 661       | 5         | 19        |           |                     | 22            | Червен            | 93,36     | 0,70      | 2,68      |           |                     | 3,10          |

### Вероизповедания
Численост и дял на населението по вероизповедание според преброяването на населението през 2011 г.:
|                     | Численост | Дял (в %) |
| Общо                | 64 034    | 100,00    |
| Православие         | 37 674    | 58,83     |
| Католицизъм         | 85        | 0,13      |
| Протестантство      | 368       | 0,57      |
| Ислям               | 11 197    | 17,48     |
| Друго               | 46        | 0,07      |
| Нямат               | 572       | 0,89      |
| Не се самоопределят | 1 547     | 2,41      |
| Непоказано          | 12 545    | 19,59     |

## Политика

### Общински съвет
Състав на общинския съвет, избиран на местните избори през годините:
| Партия, коалиция или инициативен комитет | 2003 | 2007    | 2011    | 2015    | 2019    |
| Избирателна активност по време на изборите |      | 57,02 % | 57,03 % | 56,46 % | 50,63 % |
| Общ брой места | 33   | 33      | 33      | 33      | 33      |
| --- | ---- | ------- | ------- | ------- | ------- |
| ГЕРБ |      | 6       | 13      | 10      | 9       |
| БСП за България |      |         |         |         | 8       |
| Движение за права и свободи | 4    | 8       | 7       | 7       | 8       |
| БДС „Радикали“ |      |         |         |         | 3       |
| Коалиция „НФСБ, ВМРО – БНД“ (Национален фронт за спасение на България, ВМРО – Българско национално движение) |      |         |         |         | 3       |
| Коалиция „Демократична България – обединение“ (Да, България!, Демократи за силна България, Зелено движение) |      |         |         |         | 2       |
| Коалиция „БСП – АБВ, ПК „Екогласност““ (Българска социалистическа партия, Алтернатива за българско възраждане, Политически клуб „Екогласност“) |      |         |         | 8       |         |
| Реформаторски блок |      |         |         | 3       |         |
| Народен съюз |      |         |         | 2       |         |
| Зелените |      |         |         | 2       |         |
| Коалиция „Избираме Асеновград – БДЦ, НДСВ, РЗС, Движение „Демократично действие“ и Движение „Напред България““ (Български демократичен център, Национално движение за стабилност и възход, Ред, законност и справедливост, Движение „Демократично действие“, Движение „Напред България“) |      |         |         | 1       |         |
| Българска социалистическа партия | 10   | 5       | 7       |         |         |
| Съюз на демократичните сили | 6    | 4       | 3       |         |         |
| Национално движение за стабилност и възход | 3    |         | 2       |         |         |
| Атака |      | 5       | 1       |         |         |
| Коалиция „Заедно за община Асеновград – НДСВ и ДСИ“ (Национално движение „Симеон Втори“, Движение „Свободен избор“) |      | 3       |         |         |         |
| Радикалдемократическа партия в България |      | 2       |         |         |         |
| Партия на дребния и семейния бизнес | 3    |         |         |         |         |
| Съюз на свободните демократи | 1    |         |         |         |         |
| Сезгин Сабри Аптурахман – инициативен комитет | 1    |         |         |         |         |
| ВМРО – Българско национално движение | 1    |         |         |         |         |
| Али Хюсеин Мехмедкяйе – инициативен комитет | 1    |         |         |         |         |
| Фикрет Халибрям Мехмед – инициативен комитет | 1    |         |         |         |         |
| Български бизнес блок | 1    |         |         |         |         |
| Българска социалдемократическа партия | 1    |         |         |         |         |

## Транспорт
През територията на общината преминава последния участък от 5,4 km от трасето на жп линията Пловдив – Асеновград.
През общината преминават частично 7 пътя от Републиканската пътна мрежа на България с обща дължина 124 km:
- последният участък от 35,3 km от Републикански път II-58 (от km 25,5 до km 60,8);
- участък от 34,3 km от Републикански път II-86 (от km 20,8 до km 55,1);
- последният участък от 15,6 km от Републикански път III-667 (от km 24,9 до km 40,5);
- последният участък от 8,3 km от Републикански път III-804 (от km 13,4 до km 21,7);
- началният участък от 12,1 km от Републикански път III-5802 (от km 0 до km 12,1);
- последният участък от 4,5 km от Републикански път III-8006 (от km 10,2 до km 14,7);
- последният участък от 13,9 km от Републикански път III-8604 (от km 32,2 до km 46,1).

## Топографска карта
- Лист от карта K-35-62. Мащаб: 1 : 100 000.
- Лист от карта K-35-63. Мащаб: 1 : 100 000.
- Лист от карта K-35-74. Мащаб: 1 : 100 000.
- Лист от карта K-35-75. Мащаб: 1 : 100 000.